# 제나라 (782년)
제나라(濟)는 782년 고구려 유민 출신인 이납이 세운 독립적 왕국이었다.

## 역사
765년 고구려 유민 출신인 이정기의 부하들이 군사를 일으켜 전 평로치청 절도사를 주살하고 이정기를 절도사 옹립하였다. 이정기는 산둥반도 5개 주를 바탕으로 서북쪽으로 세력을 넓혀 6개의 주를 점령하게 되었다. 이에 당 조정은 관직을 높여 주며 회유를 하였지만, 이정기는 오히려 그 지위를 활용하여 많은 부를 쌓을 수 있었다. 모은 부를 바탕으로 군사를 양병하였고, 사실상의 독립국을 구축하였다. 
얼마 후, 이정기는 마침내 “나는 당나라 사람이 아니라 고구려 사람”이라 밝히며, 당나라에 선전포고를 하며 장안을 공격을 하던 중  병환으로 이정기가 사망하면서 아들 이납이 절도사직을 이었다. 그 뒤 이사고, 이사도로 왕위가 이어지게 된다.

## 오해
제나라를 세운 인물을 1대 국왕인 이정기로 알고 있으나, 사실 그의 아들인 2대 국왕인 이납이 782년에 제나라 왕(濟王)을 칭하면서 부터이다.

## 같이 보기
- 제
- 제나라